# 송창 (전한)
송창(宋昌, ? ~ ?)은 전한 전기의 관료로, 초나라의 상장군 송의의 손자이다.

## 행적
고제가 산동(山東)에서 거병하였을 때 이를 따랐고, 도위가 되어 형양(滎陽)을 지키고 식읍을 받았다. 유항이 대왕에 책봉되었을 때 중위가 되어 함께 대나라로 갔다.
고후 8년(기원전 180년), 고후가 죽고 주발 및 유양을 비롯한 공경·황족들이 여씨 세력을 축출하였다. 본래 유양이 황제가 되기로 하였으나 그의 외가 사(駟)씨가 세도를 부릴 것을 걱정하여 유항으로 바꾸었고, 곧 대나라에 사람을 보내 황제가 될 것을 청원하였다. 대나라의 낭중령 장무 등은 이를 의심하여 유항에게 가지 말라고 아뢰었으나, 오직 송창만은 반대로 주장하였다. 문제는 장무 등 관료 여섯 명을 시켜 장안에 직접 가 보게 하였고, 과연 조정에 변고가 일어난 것을 알게 되어 황제로 즉위하였다(문제). 송창은 공적을 인정받아 장무후(壯武侯)에 봉해졌다.
경제 중4년(기원전 146년), 작위가 박탈되고 관내후로 격하되었다.

## 출전
- 사마천, 《사기》
  - 권10 효문본기
  - 권19 혜경간후자연표
- 반고, 《한서》
  - 권4 문제기
  - 권16 고혜고후문공신표
  - 권19하 백관공경표 下

| 선대 (첫 봉건) | 전한의 장무후 기원전 179년 4월 신해일 ~ 기원전 146년 | 후대 (봉국 폐지) |